# Kaštel (Komiža)
Kaštel je naziv na utvrdu u Komiži koje je zaštićeno kulturno dobro.

## Opis dobra
Kaštel je izgrađen na molbu mještana Komiže za vrijeme vladavine hvarskog kneza i providura Grimanija 1585. godine. Položen je na samoj obali Vele Bande u Komiži. Građen je iz klesanaca, pravilnog je kvadratičnog tlocrta, a sastoji se iz prostranog prizemlja s gustirnom i kata do kojeg vodi usko kameno stubište te završava terasom s ogradnim kamenim zidovima i izbočenim prsobranom. Unutrašnjost je presvedena svodovima s pojasnim lukovima koji se upiru na središnji stup. Komiška općina smjestila je u kaštelu svoj ured 1879. godine te su u pregradnjama 19.st. otvoreni prozori na prvom katu i dograđen balkon, a na terasi je izgrađen toranj sa satom.

## Zaštita
Pod oznakom Z-5822 zavedena je kao nepokretno kulturno dobro - pojedinačno, pravna statusa zaštićena kulturnog dobra, klasificirano kao "Profana graditeljska baština".